# Michelangelo Buonarroti
Michelangelo (polno ime Michelangelo di Lodovico Buonarroti Simoni), italijanski kipar, arhitekt, slikar in pesnik, * 6. marec 1475, vas Caprese, Toskana, Florentinska republika (danes Italija), † 18. februar 1564, Rim, Papeška država (danes Italija).
Michelangelo je eden najpomembnejših italijanskih umetnikov visoke renesanse. Njegova najbolj znana dela so poslikava stropa Sikstinske kapele in freska Poslednja sodba na oltarni steni te kapele, kipi David, Mojzes in Pietà, grobnica Medičejcev in med arhitekturami kupola bazilike svetega Petra v Vatikanu. 

## Življenje in delo

### Zgodnje življenje (1475–1488)
Michelangelova družina je pripadala nižjemu plemstvu, več generacij so bili manjši bankirji v Firencah. V času Michelangelovega rojstva, je bil njegov oče, Ludovico di Leonardo Buonarroti Simoni sodni upravitelj mestecu Caprese blizu Arezza in lokalni upravitelj Chiusija. Nekaj mesecev po Michelangelovem rojstvu se je družina vrnila v Firence. Po smrti svoje matere v letu 1481, ko je bil star komaj šest let, je Michelangelo živel s kamnosekom in njegovo družino v mestu Settignanu, kjer je imel njegov oče v lasti kamnolom marmorja in majhno kmetijo.

### Vajeništvo (1488–1492)
Navkljub očetovim željam, da bi se učil slovnice pri humanistu Francescu da Urbinu, se je Michelangelo odločil, da se bo učil kiparstva pri Domenicu Ghirlandaiu.
Mesto Firence je bilo v tistem času največji center umetnosti in znanosti v Italiji. Umetnost bila pod pokroviteljstvom Signoria (mestni svet), ki so ga sestavljali trgovski cehi in bogati pokrovitelji, kot Medičejci in njihovi bančni sodelavci. Renesansa, obnova klasične znanosti in umetnosti, je doživela prvi razcvet v Firencah. V zgodnjih 1400 arhitekt Brunelleschi raziskuje ostanke antičnih stavb v Rimu in ustvari dve cerkvi San Lorenzo in Santo Spiritu, ki poosebljata klasične zapovedi. Kipar Lorenzo Ghiberti je delal za petdeset let, da bi ustvaril bronasta vrata v krstilnico, ki jih je Michelangelo opisal kot "Vrata v paradiž".  Zunanje niše cerkve Or' San Michele vsebuje galerijo del največjih kiparjev Firenc, Donatella, Ghibertija, Verrocchia in Nanni di Bancoja. Notranjost starejših cerkva je bila prekrita s freskami, predvsem iz poznega srednjeveškega sloga, a tudi v slogu zgodnje renesanse, ki ga je začel Giotto in nadaljeval Masaccio v kapeli družine Brancacci, oba čigar dela je Michelangelo študiral in kopiral v risbah. V Michelangelovem otroštvu je ekipa slikarjev od Firenc do Vatikana krasila stene Sikstinske kapele. Med njimi je bil Domenico Ghirlandaio, mojster tehnike fresko slikarstva, od perspektive, slikanja figur in portretov. Imel je največjo delavnico v Firencah v tistem obdobju.
Navdušeni Domenico ga je priporočil vladarju Firenc, Lorenzu de' Medici in od leta 1490 do 1492 je Michelangelo obiskoval Humanistično akademijo, ki jo je slednji ustanovil po zgledu Neoplatonizma. Študiral je kiparstvo pri Bertoldu di Giovanniju. Na akademiji so nanj in na njegovo umetnost vplivali številni najvidnejši filozofi in pisatelji tistega časa (Marsilio Ficino, Pico della Mirandola in Poliziano). V tem obdobju je izklesal dva reliefa, Bitka Kentavrov (1491-1492) in Madona na stopnicah (1490-1492). Michelangelo je nekaj časa delal s kiparjem Bertoldo di Giovannijem. Ko je bil star sedemnajst let, ga je nek učenec, Pietro Torrigiano, udaril na nosu, kar mu je povzročilo zmaličenje, ki je opazno na vseh Michelangelovih portretih.

### Bologna, Firence in Rim (1492–1499)
Po Lorenzovi smrti leta 1492 je Piero de' Medici (Lorenzov najstarejši sin in novi glavar družine Medici) Michelangelu odklonil podporo. V tem času je začelo prihajati tudi do verskih nemirov, ki jih je spodbujal duhovnik Savonarola. Michelangelo je zapustil Medičejski dvor in se vrnil v očetovo hišo. V naslednjih mesecih je klesal polikromatsko leseno Križanje (1493), kot darilo priorju firenške cerkve Santo Spirito, ker mu je dovolil narediti nekaj anatomskih študij na truplih bolnišnične cerkve. Med letoma 1493 in 1494 je kupil blok marmorja in sklesal nadnaravno velik kip Herkula, ki je bil poslan v Francijo, nato pa izginil nekako v 18. stoletju. 20. januarja 1494 je Piero de Medici, Lorenzov naslednik, naročil snežni kip in Michelangelo je znova prišel na Medičejski dvor.
V istem letu je bil Medici izgnan iz Firenc kot posledica vzpona Savonarola. Michelangelo je zapustil mesto pred koncem političnih nemirov, in šel v Benetke, nato pa v Bologno. Bologni je dobil naročilo za nekaj manjših figur za dokončanje svetišča svetega Dominika v cerkvi posvečeni temu svetniku. V tem času je Michelangelo preučeval robustne reliefe, ki jih klesal Jacopo della Quercia okoli glavnega portala bazilike sv. Petroniusa, vključno s ploščo Stvarjenje Eve, kompozicija, ki se je kasneje pojavila na stropu Sikstinske kapele. 
Proti koncu leta 1494 je bila politična situacija v Firencah mirnejša. Mesto, pred tem ogroženo od Francozov, ni bilo več v nevarnosti, saj je Karel VIII. utrpel poraz. Po končanih nemirih se je Michelangelo vrnil v Firence delat za Medičejce. V pol leta je v Firencah izdelal dva manjša kipa, otroka Janeza Krstnika in spečega Kupida. Po Condivi, Lorenzo di Pierfrancesco de 'Medici, za katerega je Michelangelo izklesal Janeza Krstnika zahteval, da ge Michelangelo "popravi tako, da bo videti, kot da bi bil pokopan", da bi ga "poslal v Rim ... kot starodavno delo in ... ga bolje prodal". Oba, Lorenza in Michelangela so nevede prevarali prekupčevalci. Kardinal Raffaele Riario je bil nad Kupidom tako navdušen, da so umetnika (leta 1496) povabili v Rim. Michelangelo je prispel v Rim 25. junija 1496 star 21 let. Dne 4. julija istega leta je začel delati po naročilu kardinala Raffaele Sansone Riaria, pretirano velik kip rimskega boga vina Bachusa. Ob zaključku je kardinal delo zavrnil in ga dal v zbirko bankirja Jacopo Gallija na njegovem vrtu.
V novembru 1497 mu je francoski veleposlanik pri Svetem sedežu, kardinal Jean de Bilhères-Lagraulas naročil skulpturo Pieta, ki prikazuje Devico Marijo kako žaluje nad Jezusovim telesom. Predmet, ki ni del biblične pripovedi o križanju, je bil pogost v srednjeveškegm verskem kiparstvu severne Evrope in bi bil kardinalu zelo ljub. Pogodba je bila dogovorjena v avgustu naslednjega leta. Michelangelo je imel 24 let, ko je delo končal. Kmalu je postala ena od velikih svetovnih mojstrovin kiparstva. Sodobna mnenje je povzelo Vasarija: "Gotovo je čudež, da je brezobličen blok kamna lahko tako popoln, da ga je narava komaj uspela ustvariti v mesu".   Zdaj se nahaja v baziliki svetega Petra v Rimu.

### Firence (1499–1505)
Michelangelo se je vrnil v Firence leta 1499. Republika se je spremenila po padcu anti-renesančnega duhovnika in vodje Firenc, Girolama Savonarole (leta 1498) in vzponom gonfaloniereja Piera Soderinija. Prosil je konzula ceha Volnarjev za dokončanje nedokončanega projekta, ki ga je 40 let prej začel Agostino di Duccio: kolosalnega kipa iz kararskega marmorja v podobi Davida, kot simbola florentinske svobode, ki naj bi stal na zatrepu katedrale v Firencah. Michelangelo se je odzval tako, da je dokončal svoje najbolj znano delo, kip Davida leta 1504. Mojstrovina je dokončno potrdila njegovo mesto kiparja izrednega tehničnega znanja in moči ter simbolne domišljije. Ekipa svetovalcev, ki je vključevala Botticellija in da Vincija, je bila imenovana da odloči o njegovi umestitvi na Piazza della Signoria, pred Palazzo Vecchio. Zdaj je v Academii, replika pa zaseda svoje mesto na trgu. Ta mojstrovina je narejena iz enega kosa marmorja iz kamnolomov v Carrari. 
Ob dokončanju Davida je dobil novo naročilo. V začetku leta 1504 je Leonardo da Vinci dobil naročilo sveta zbornice Palazzo Vecchio za sliko, ki naj prikazuje Bitko pri Angiari med silami Firenc in Milana leta 1434. Michelangelu je nato naročil slikati Bitko pri Cascini. Sliki sta bili zelo različni. Nobeno delo ni bilo končano in obe sta se izgubili, ko so prenavljali dom. Obe deli so zelo občudovali in od njiju so ostale kopije; delo Leonarda je kopiral Rubens, Michelangelovo pa Bastiano da Sangalo.
Tudi v tem obdobju je Michelangelo za Angelo Donija slikal "Sveto družino" kot darilo za ženo, Maddaleno Strozzi. Znana je kot Doni Tondo in visi v galeriji Uffizi v izvirnem veličastnem okvirju, ki ga je zasnoval Michelangelo. V okvirju slike so tudi grbi družine Strozzi. Prav tako je morda naslikal Madono in otroka z Janezom Krstnikom, ki je znana kot Manchesterska Madonna in je zdaj v Narodni galeriji v Londonu, Velika Britanija.

### Strop v Sikstinski kapeli
Leta 1505 je bil Michelangelo spet povabljen v Rim, kamor ga je povabil novoizvoljeni papež Julij II.. Naročil je zgraditi papeževo grobnico, ki naj bi vključevala štirideset kipov in bila končana v petih letih. Pod pokroviteljstvom papeža je Michelangelo doživljal konstantne prekinitve svojega dela za grobnico, da bi izpolnil številne druge naloge. Čeprav je Michelangelo delal na grobnici 40 let, ni bila nikoli končana. Danes je v cerkvi San Pietro in Vincoli  v Rimu in je najbolj znana po osrednjem kipu Mojzesa, ki ga je končal leta 1516. Od drugih kipov, namenjenih za grobnico, sta dva znana kot Herojski ujetnik in Umirajoči ujetnik in sta zdaj v Louvru.
V istem obdobju je Michelangelo poslikal strop Sikstinske kapele, za katerega je porabil približno štiri leta (1508-1512). Po Condivijevem naročilu je Bramante, ki je delal na stavbi nove bazilike svetega Petra, kritiziral Michelangelovo naročilo za papeževo grobnico, češ da ga ne bo dokončal, in prepričal papeža, da dela naročil pri njem.
Michelangelo je dobil prvotno naročilo naslikati dvanajst apostolov na trikotnih pendantivih, ki podpirajo strop in zajemajo osrednji del stropa z ornamentom. Michelangelo je prepričal papeža Julija, da mu je dal proste roke in predlagal drugačen in bolj zapleten sistem, ki predstavlja zgodbo o genezi Padec človeka, Obljubo odrešitve po prerokih in rodoslovje Kristusa. Delo je del večjega sistema dekoracije v kapeli, ki predstavlja velik del nauka katoliške Cerkve.
Sestava se razprostira na 500 kvadratnih metrih stropa in vsebuje več kot 300 likov. Na sredini je devet epizod iz Geneze, razdeljenih v tri skupine: Stvarjenje vesolja; Stvarjenje človeka in njegov padec od Božje milosti; zgodba o Noetu. Na pendantivih je naslikanih dvanajst moških in žensk, ki so prerokovali prihod Jezusa. Sedem prerokov iz Izraela in pet sibil, preroških žensk v klasičnem svetu. Med najbolj znanimi slikami na stropu so Stvarjenje Adama, Adam in Eva v rajskem vrtu, Vesoljni potop, prerok Jeremija in Kumska sibila.

### Firence pod medičejskimi papeži (1513–1534)
Leta 1513 je papež Julij II. umrl in njegov naslednik, Leon X. Medici, je Michelangelu naročil, naj obnovi pročelje bazilike svetega Lovrenca v Firencah in jo okrasi s kipi. Naslednja tri leta so minila v risanju načrtov in poskusih odprtja novega kamnoloma, vendar so delo ustavile finančne težave njegovega mecena.
Kljub polomu pri projektu so Medičejci pri Michelangelu naročili še eno veliko delo, družinsko grobnico v baziliki svetega Lovrenca. Ta projekt je bil na srečo končan v večjem obsegu, Michelangelo se je z njim ukvarjal v dvajsetih in tridesetih letih 16. stoletja. Michelangelo je kot kipar in arhitekt zasnoval kipe in notranjost grobnice. Dve največji grobnici pripadata dvema manj pomembnima Medičejcema, Lorenzovemu sinu in vnuku, ki sta umrla mlada. Lorenzo Veličastni je pokopan v kotu kapele brez posebnega kipa, kot je bilo prvotno načrtovano. Medičejska kapela je eden najveličastnejših Michelangelovih dosežkov. Lorenzovo grobnico sestavljajo kip Lorenza Medičejskega in figuri Mrak in Zora, ki podpirata sarkofag. Svoj nagrobni kip ima tudi Giuliano Medičejski, njegov sarkofag pa podpirata figuri Dan in Noč. Za figuro Dan je značilna uporaba kontraposta (zasukan položaj).
Leta 1976 je bil odkrit skriti hodnik z risbami na stenah, da je v zvezi s kapelo sam. 
Papež Klement VII. je leta 1524 Michelangelu naročil arhitekturno delo na Medičejski knjižnici v cerkvi San Lorenzo. Oblikoval je notranjost knjižnice in njeno preddverje, zgradbo, ki izkorišča arhitekturne oblike v tako dinamičnem smislu, da je videti kot predhodnica baročne arhitekture. Pomočnikom je bila prepuščena razlaga načrtov in izvajanja del. Knjižnica ni bila odprta do leta 1571, veža pa je ostala nepopolna do leta 1904.

### Rim (1534–1546)
Leta 1527 so Florentinci Medičejce vrgli z oblasti in ustanovili republiko. Mesto je bilo oblegano in Michelangelo je pomagal pri utrjevanju obzidja (1528–1529). Mesto je padlo leta 1530 in Medičejci so se vrnili na oblast. Michelangelo je zaradi nestrinjanja z njimi zapustil Firence in pustil pomočnike, da so nadaljevali delo na grobnici.
V Rimu je Michelangelo živel v bližini cerkve Santa Maria di Loreto. V tem času je spoznal pesnika Vittoria Colonna iz Pescare, ki je postal eden od njegovih najbližjih prijateljev, do svoje smrti leta 1547.
Tik pred svojo smrtjo leta 1534, je papež Klemen VII. naročil Michelangelu naslikati fresko Poslednja sodba na oltarni steni Sikstinske kapele. Njegov naslednik, papež Pavel III. je bil ključna priča, da je Michelangelo začel in zaključil projekt. Na projektu je delal od leta 1534 do oktobra 1541. Freska upodablja drugi prihod Kristusa in njegovo Sodbo duš. Michelangelo je prezrl običajno umetniško konvencijo portreta Jezusa in pokazal veliko, mišičasto telo, mladostno, golobrado in golo. Obdan je s svetniki, med katerimi Sveti Jernej nosi odrto kožo, in je podoben Michelangelu. Mrtvi vstajajo iz grobov, da bodo poslani bodisi v nebesa ali pekel. 
Ko je Michelangelo končal Poslednjo sodbo, so ga obtožili obscenosti zaradi slik golih oseb, ki imajo vidne genitalije (tudi v papeževi zasebni kapeli). Proti njemu so sprožili cenzorsko kampanjo, da bi slike odstranili, vendar je bil papež na Michelangelovi strani. Po Michelangelovi smrti je bil izdan zakon, da se genitalije prekrije. Daniele da Volterra, Michelangelov učenec, je tako prekril sporna mesta s tančico, ostalo pa je pustil nespremenjeno. Ob restavraciji freske leta 1993 so se restavratorji odločili, da popravke pustijo. V Neaplju pa hranijo necenzurirano kopijo originala, ki jo je naredil Marcello Venusti.

### Bazilika Sv. Petra (1546–1564)
Medtem ko je delal na Poslednji sodbi, je Michelangelo sprejela še eno naročilo Vatikana. To je bila poslikava dveh velikih fresk v Cappella Paolina, ki se je upodabljala za pomembne dogodke v življenju dveh najpomembnejših svetnikov v Rimu, svetega Pavla in svetega Petra. Tako kot Poslednja sodba je to delo kompleksna zmes, ki vsebujejo veliko število likov. Zaključeno je bilo leta 1550. V istem letu je Giorgio Vasari objavil svoje Življenje umetnikov in vključil biografijo Michelangela. 
Leta 1546 je bil Michelangelo imenovan za arhitekta bazilike svetega Petra v Vatikanu. Proces zamenjave konstantinove bazilike iz 4. stoletja je bil v teku že petdeset let, leta 1506 so bili postavljeni temelji po načrtih Bramanteja. Arhitekti, ki so po tem delali na njej so le malo napredovali. Michelangelo se je vrnil v Bramantejec koncept in razvil svoje ideje za centralno postavitev cerkve ter krepitev strukture tako fizično kot vizualno. Kupola je bila končana šele po njegovi smrti.
Dne 7. decembra 2007 so v arhivih Vatikana odkrili skico za kupolo bazilike svetega Petra, morda zadnjo, ki jo je Michelangelo narisal pred svojo smrtjo. Je zelo redka, saj je svoje modele kasneje v življenju uničil.Skica kaže del enega od radialnih stebrov kupolastega bobna. 
Michelangelo je umrl 18. februarja 1564 v Rimu, star je bil 88 let. Njegovo telo so prinesli v Firence, kjer je pokopan v baziliki Santa Croce, kot je bila njegova zadnja želja.

## Michelangelo kot arhitekt
Arhitekturna naročila Michelangelu so bila številna in mnoga niso bila realizirana, predvsem fasada za cerkev sv. Lovrenca v Firencah, za katero je imel skonstruiran leseni model, in je še vedno nedokončana v grobi opeki. V isti cerkvi mu je Giulio de' Medici (pozneje papež Klemen VII.), naročil oblikovanje Medičejske kapele in grobnice Giuliana in Lorenza Medičejskega.
Okrog leta 1530 so po njegovih načrtih sezidali Medičejsko knjižnico (Biblioteco Laurenziana) v Firencah, ki se drži cerkve svetega Lorenza. Uporabil je nove stile, kot so stebri, ki se proti vrhu tanjšajo in stopnišče s kontrastnimi pravokotnimi in okroglimi oblikami, kar razkriva manierizem v svoji najbolj sublimni arhitekturni obliki, kot je zapisal Pevsner..
Leta 1546 je Michelangelo začel snovati zgornjo etažo palače Farnese. Leta 1547 je prevzel delo na dokončanju bazilike svetega Petra, ki ga je začel Bramante in več arhitektov za njim. Michelangelo se je vrnil k prvotnemu oblikovanju, ohranil osnovno obliko in koncept s poenostavitvijo in okrepitvijo oblike ustvaril bolj dinamično in enotno celoto. Čeprav kasnejša gravura iz 16. stoletja prikazuje kupolo, ki ima okrogel profil, je Michelangelova kupola nekoliko ovalne oblike in končni izdelek, ki ga je zaključil Giacomo della Porta.
Tudi leta 1546 je Michelangelo zasnoval trg na Kapitolskem griču (Piazza del Campidoglio). To mu je naročil papež Pavel III., da bi s simbolom novega Rima očaral nemškega kralja Karla V., ki naj bi Rim obiskal leta 1538. Michelangelo je narisal elipsasto oblikovan tlak na trgu, na sredi katerega stoji kip rimskega cesarja Marka Avrelija. Trg je oblikovan tako, da za gledalca, ki stoji na balkonu nad njim, izgleda okrogel. Trg so po njegovem osnutku dokončali šele sto let po Michelangelovi smrti. Po Kapitolu se zgleduje tudi Prešernov trg v Ljubljani. 
Michelangelo je načrtoval tudi novi pročelji za Konservatorsko palačo (Palazzo dei Conservatori) in Senatsko palačo (Palazzo Senatorio) na Kapitolu.
- Stebri Medičejske knjižnice v manieriststičnem slogu.
- Michelangelovo oblikovanje Kapitolskega griča z elipsastim tlakom in zvezdo na sredi.
- Michelangelov tloris S. Petra je masiven, z vogali na apsidalnih ramah v obliki grškega križa dopolnjujejo kvadratni tloris.
- Zunanjost obdana s pilastri v kolosalnem redu, ki podpirajo venec. Štiri majhne kupole tvorijo obroč okoli velike.

## Michelangelo kot človek
Michelangelo je bil pogosto aroganten do drugih in vedno nezadovoljen sam s sabo, mislil je, da umetnost prihaja iz notranjega navdiha in iz kulture. V nasprotju s tekmecem, Leonardom da Vincijem, je Michelangelo videl naravo kot sovražnika, ki ga je treba premagati. Prepričan je bil, da je kiparjeva naloga osvoboditi obliko, ki je ujeta v kamnu. To je najlepše vidno pri nekaterih njegovih nedokončanih kipih, ki izgledajo, kakor da se hočejo osvoboditi spon kamna. 
Njegovi liki odražajo tudi moralne občutke, kar se najbolje vidi na obraznem izrazu Davida. Tudi Poslednja sodba je prikaz velike krize. 
Mnoge anekdote nam prikazujejo, kako zelo je bil Michelangelo cenjen že za časa življenja. Pravijo, da je že kot vajenec naredil tako dovršen kip otroka, da so ga kasneje prodali kot izvirno rimsko starino. Še ena anekdota pravi, da je Michelangelo, ko je končal Mojzesa (sedaj v cerkvi San Pietro in Vincoli) v Rimu, s kladivom udaril po kolenu kipa in zavpil: »Zakaj ne govoriš z mano?«

## Dela

### Marija in otrok
Madona na stopnicah je Michelangelovo najzgodnejše znano delo iz marmorja. Vklesan je v plitvem reliefu, tehnika, ki so jo pogosto uporabljali mojster-kipar iz zgodnjega 15. stoletja Donatello in drugi, kot je Desiderio da Settignano. Medtem ko je Madona v profilu, kar je najlažji vidik za plitvi relief, otrok kaže zasukano gibanje, ki naj bi postalo značilno za Michelangelovo delo. Taddei Tondo iz leta 1502 prikazuje Otroka Jezusa, ki ga je prestrašil kalin, simbol križanja. Živahno obliko otroka je kasneje priredil Rafael v sliki Bridgewater Madonna. Marija iz Bruggea je bila v času nastanka za razliko od drugih tovrstnih kipov, ki prikazujejo Devico, ki ponosno predstavlja svojega sina. Tu bo otrok Kristus, ki ga je zadržala materina roka, tik pred odhodom v svet. Doni Tondo, ki prikazuje Sveto družino, ima elemente vseh treh prejšnjih del: friz figur v ozadju ima videz nizkega reliefa, krožna oblika in dinamične oblike pa odsevajo Taddeo Tondo. Na sliki je poudarjeno vrtljivo gibanje, ki je prisotno v Marija iz Bruggea. Slika napoveduje oblike, gibanje in barve, ki jih je Michelangelo uporabil na stropu Sikstinske kapele.
- The Madona na stopnicah (1490–1492)
- The Taddei Tondo (1502)
- Madona z otrokom. Brugge, Belgija (1504)
- The Doni Tondo (1504–1506)

### Moške figure
Klečeči angel je zgodnje delo, eno od mnogih, ki jih je Michelangelo ustvaril kot del velike dekorativne sheme za Arca di San Domenico v cerkvi, posvečeni temu svetniku v Bologni. Več drugih umetnikov je delalo na shemi, začenši z Nicola Pisanom v 13. stoletju. V poznem 15. stoletju je projekt vodil Niccolò dell'Arca. Angel, ki je držal svečnik, avtor Niccolò, je že bil na mestu. Čeprav angela tvorita par, obstaja velik kontrast med obema deloma, tisto, ki prikazuje nežnega otroka z razpuščenimi lasmi, oblečenega v gotska oblačila z globokimi gubami, in Michelangelovo, ki prikazuje robustnega in mišičastega mladeniča z orlovimi krili, oblečenega v oblačilo v klasičnem slogu. Vse v Michelangelovem angelu je dinamično. Michelangelov Bakh je bil naročilo s točno določeno temo, mladostni Bog vina. Skulptura ima vse tradicionalne atribute, venec vinske trte, skodelico vina in favna, vendar je Michelangelo v temo vnesel pridih resničnosti, ki ga je upodobil z zamrlimi očmi, oteklim mehurjem in držo, ki namiguje, da je nezanesljiv v nogah.[93] Čeprav je delo očitno navdihnjeno s klasičnim kiparstvom, je inovativno zaradi svojega vrtljivega gibanja in močno tridimenzionalne kakovosti, ki spodbuja gledalca, da ga pogleda z vseh zornih kotov.
V tako imenovanem Umirajočem sužnju je Michelangelo ponovno uporabil figuro z označenim kontrapostom, da bi nakazal določeno človeško stanje, v tem primeru prebujanje iz spanja. Z Uporniškim sužnjem je ena od dveh takih zgodnejših figur za nagrobnik papeža Julija II., ki je zdaj v Louvru, ki ju je kipar pripeljal do skoraj dokončanega stanja. Ti dve deli naj bi močno vplivali na poznejše kiparstvo prek Rodina, ki ju je študiral v Louvru. Suženj Atlas je ena od poznejših figur za nagrobnik papeža Julija. Dela, znana skupaj kot Ujetniki, prikazujejo figuro, ki se bori, da bi se osvobodila iz spon kamna, v katerega je vpeta. Dela dajejo edinstven vpogled v kiparske metode, ki jih je uporabljal Michelangelo, in njegov način razkrivanja tega, kar je zaznal znotraj kamna.
- Michelangelov Angel, zgodnje delo (1494–95)
- Bakh, Michelangelo, zgodnje delo (1496–1497)
- Umirajoči suženj, Louvre (1513)
- Suženj Atlas (1530–1534)

### Skupinske kompozicije
Michelangelov relief Bitka Kentavrov, ki je nastal, ko je bil še mladostnik, povezan z akademijo Medici, je nenavadno zapleten relief, saj prikazuje veliko število oseb, ki so vpletene v močan boj. Tako zapletena neurejenost figur je bila redka v florentinski umetnosti, kjer bi jo običajno našli le na slikah, ki prikazujejo bodisi Pokol nedolžnih bodisi Peklenske muke. Reliefna obdelava, v kateri so nekatere figure krepko štrleče, lahko kaže na Michelangelovo poznavanje reliefov rimskih sarkofagov iz zbirke Lorenza Medičejskega in podobnih marmornih plošč, ki sta jih ustvarila Nicolo in Giovanni Pisano, ter s figurativnimi kompozicijami na Ghibertijevih vratih krstilnice.
Sestava Bitke pri Cascini je v celoti znana le iz kopij,[105] saj je bila izvirna risanka po Vasariju tako občudovana, da se je pokvarila in je sčasoma razpadla. Odraža zgodnejši relief v energiji in raznolikosti figur, z veliko različnimi položaji, mnoge pa jih gledajo od zadaj, ko se obračajo proti bližajočemu se sovražniku in se pripravljajo na boj.
V Poslednji sodbi je rečeno, da je Michelangelo črpal navdih iz freske Melozza da Forlìa v rimski  Santi Apostoli. Melozzo je upodobil figure iz različnih zornih kotov, kot da lebdijo v nebesih in gledajo od spodaj. Melozzova veličastna Kristusova figura z vetrovnim plaščem kaže stopnjo skrajšanosti figure, ki jo je uporabil tudi Andrea Mantegna, vendar ni bila običajna na freskah florentinskih slikarjev. V Poslednji sodbi je Michelangelo imel priložnost upodobiti, v obsegu brez primere, figure v dejanju dviganja v nebesa ali padanja in vlečenja navzdol.
V dveh freskah Pavlinske kapele, Križanje sv. Petra in Savlovo spreobrnjenje, je Michelangelo uporabil različne skupine figur, da prenese zapleteno pripoved. Pri Petrovem križanju se vojaki ukvarjajo s kopanjem jame in dvigovanjem križa, medtem ko različni ljudje gledajo in razpravljajo o dogodkih. Skupina zgroženih žensk se združuje v ospredju, drugo skupino kristjanov pa vodi visok moški, ki je priča dogodkom. V desnem ospredju Michelangelo izstopi iz slike z izrazom razočaranja.
- Bitka Kentavrov (1492)
- Kopija izgubljene Bitke pri Cascini, Bastiana da Sangalla
- Posednja sodba, detajl Odkupljenih.
- Križanje sv. Petra

### Zadnja leta
Na stara leta je Michelangelo ustvaril številne kipe Pietà, v katerih očitno razmišlja o smrtnosti. Napoveduje jih Genij zmage, morda ustvarjena za nagrobnik papeža Julija II., vendar je ostal nedokončan. V tej skupini mladostni zmagovalec premaga starejšo postavo s kapuco, z značilnostmi Michelangela.
Pietà Vittoria Colonna je risba s kredo, ki jo opisujejo kot predstavitvene risbe, saj bi jih umetnik lahko podaril in ni bila nujno namenjena naslikanemu delu. Na tej podobi Marija dviga roke in te kažejo na njeno preroško vlogo. Čelni vidik spominja na Masacciovo fresko Svete Trojice v baziliki Santa Maria Novella v Firencah.
V florentinski Pietà se Michelangelo ponovno upodobi, tokrat kot ostareli Nikodem, ki s križa spušča Jezusovo telo v naročje njegove matere Marije in Marije Magdalene. Michelangelo je zlomil levo roko in nogo Jezusovega lika. Njegov učenec Tiberio Calcagni je popravil roko in izvrtal luknjo, v katero je pritrdil nadomestno nogo, ki kasneje ni bila pritrjena. Delal je tudi na liku Marije Magdalene.
Zadnje skulpture, na kateri je Michelangelo delal (šest dni pred smrtjo), Rondanini Pietà nikoli ni bilo mogoče dokončati, ker jo je Michelangelo izklesal, dokler ni zmanjkalo kamna. Noge in ločena roka ostanejo iz prejšnje faze dela. Kot še vedno, ima kiparstvo abstraktno kakovost, v skladu s koncepti kiparstva 20. stoletja.
Michelangelo je umrl v Rimu leta 1564 v starosti 88 let (tri tedne pred svojim 89. rojstnim dnem). Njegovo truplo so iz Rima odpeljali na pokop v baziliko sv. Križa, s čimer so izpolnili maestrovo zadnjo prošnjo, da bi ga pokopali v njegovih ljubljenih Firencah.
Michelangelov dedič Lionardo Buonarroti je Giorgiu Vasariju naročil načrtovanje in gradnjo Michelangelove grobnice, monumentalnega projekta, ki je stal 770 skudov in je trajal več kot 14 let. Marmor za grobnico je dobavil Cosimo I. de' Medici, vojvoda Toskane, ki je organiziral tudi državni pogreb v čast Michelangelu v Firencah.
- Avtoportret umetnika kot Nikodem
- Genij zmage (1534), Palazzo Vecchio, Florence
- The Pietà Vittoria Colonna (c. 1540)
- The Rondanini Pietà (1552–1564)

## V popularni kulturi
- Vita di Michelangelo (1964) [34]
- Agonija in ekstaza (1965), režija Carol Reed, s Charltonom Hestonom v glavni vlogi Michelangela [35]
- A Season of Giants (1990) [36][37][38]
- Michelangelo - Endless (2018), v katerem igra Enrico Lo Verso kot Michelangelo [39]
- Greh (2019), režija Andrei Konchalovsky [40]

## Zapuščina
Michelangelo je z Leonardom da Vincijem in Rafaelom eden od treh velikanov florentinske visoke renesanse. Čeprav se njihova imena pogosto navajajo skupaj, je bil Michelangelo mlajši od Leonarda za 23 let in starejši od Rafaela za osem. Zaradi svoje samotne narave ni imel veliko opravka z nobenim umetnikom in oba je preživel za več kot štirideset let. Michelangelo je vzel nekaj študentov kiparstva. Zaposlil je Francesca Granaccija, ki je bil njegov součenec na akademiji Medici, in postal eden od številnih pomočnikov na stropu Sikstinske kapele. Zdi se, da je Michelangelo pomočnike uporabljal predvsem za bolj ročna opravila priprave površin in brušenja barv. Kljub temu naj bi njegova dela imela velik vpliv na slikarje, kiparje in arhitekte v naslednjih generacijah.
Medtem ko je Michelangelov David najbolj znan moški akt vseh časov in zdaj krasi mesta po vsem svetu, so nekatera njegova druga dela imela morda še večji vpliv na potek umetnosti. Zvijajoče oblike in napetosti Zmage, Madonne iz Brugga in Medičejske Madone jih naredijo za glasnike manieristične umetnosti. Nedokončani velikani za grobnico papeža Julija II. so močno vplivali na kiparje iz poznega 19. in 20. stoletja, kot sta Auguste Rodin in Henry Moore.

Michelangelovo preddverje Laurentianove knjižnice je bila ena najzgodnejših stavb, ki je plastično in ekspresivno uporabljala klasične oblike. Ta dinamična lastnost je kasneje našla svoj glavni izraz v Michelangelovi centralno načrtovani cerkvi sv. Petra s kolosalnim redom, valovitim vencem in navzgor usmerjeno koničasto kupolo. Kupola sv. Petra naj bi skozi stoletja vplivala na gradnjo cerkva, vključno s Sant'Andrea della Valle v Rimu in stolnico svetega Pavla v Londonu, pa tudi na kupole številnih javnih stavb in prestolnic držav po vsej Ameriki.
Umetniki, na katere je Michelangelo neposredno vplival, so Rafael, čigar monumentalna obravnava figure v Atenski šoli in Izgon Heliodora iz templja veliko dolguje Michelangelu in Rafaelova freska Prerok Izaija v Sant'Agostinu zelo posnema preroke starejšega mojstra. Drugi umetniki, kot je Pontormo, so črpali vijačne oblike Poslednje sodbe in freske Capella Paolina.
Strop Sikstinske kapele je bil delo brez primere veličine, tako zaradi svojih arhitekturnih oblik, ki so jih posnemali številni baročni stropni slikarji, kot tudi zaradi bogastva njegove inventivnosti pri preučevanju figur. Vasari je napisal/a:
Delo se je izkazalo za pravi svetilnik naše umetnosti, neprecenljive koristi za vse slikarje, ki vrača svetlobo v svet, ki je bil stoletja potopljen v temo. Dejansko slikarjem ni več treba iskati novih izumov, novih odnosov, oblečenih figur, svežih načinov izražanja, drugačnih aranžmajev ali sublimnih subjektov, saj to delo vsebuje vse možne popolnosti pod temi naslovi.

## Poimenovanja in upodobitve
Nekatera od znanih poimenovanj:
- Asteroid 3001 Michelangelo, poimenovan po njem.
- Michelangelov pojav, psihološki pojav, poimenovan po njem.
- Od leta 1962 do 1977 je bil Michelangelo upodobljen na bankovcu za 10.000 italijanskih lir.
- Virus Michelangelo, računalniški virus
- Michaelangelo (Ninja želva), risani junak, poimenovan po njem.